# Decticita balli
Decticita balli är en insektsart som beskrevs av Morgan Hebard 1939. Decticita balli ingår i släktet Decticita och familjen vårtbitare. Inga underarter finns listade i Catalogue of Life.